# Nylla
Nylla là một chi bướm ngày thuộc họ Bướm nâu.